# Acting Out
Acting Out is de achtentwintigste aflevering van het vierde seizoen van het tienerdrama Beverly Hills, 90210, die voor het eerst werd uitgezonden op 27 april 1994.

## Verhaal
Als ze tot de ontdekking komt dat Kelly niet auditie doet voor een bijrol, maar voor dezelfde hoofdrol waar zij op uit is, voelt Brenda zich verraden. Ze confronteert haar en weigert haar vervolgens te spreken. Aanvankelijk wil Kelly zich terugtrekken van de auditie, maar besluit het tegenovergestelde te doen als Brenda zich gedraagt alsof de rol voor haar bestemd is. Dylan kiest partij voor Brenda, geheel tot Kelly's irritatie. Ook van Steve kan Kelly geen steun verwachten, aangezien hij het te druk bezig heeft met het helpen van Laura, die ook auditie doet voor de hoofdrol. Hoewel Steve dit nooit zo heeft bedoeld, zoenen ze elkaar.
Brandon wordt nog steeds lastiggevallen door de verveelde Clare, die hem onder druk zet om met hem naar het schoolbal te gaan. Op hun avond uit neemt ze hem echter mee naar een wilde feest in een hotel, die onderbroken wordt door twee ruziënde mannen die Brandon uiteindelijk een blauw oog slaan. Ondertussen krijgen Andrea en Donna ruzie met elkaar, maar maken het goed op het moment dat Andrea weeën krijgt en door Donna met spoed naar het ziekenhuis gebracht moet worden. Ze vreest dat ze haar kind zal verliezen, maar uiteindelijk blijkt dat ze alleen meer bedrust moet nemen.
Uiteindelijk besluit Kelly zich terug te trekken van de auditie, geheel tot de ergernis van toneeldirecteur Roy Randolph. Ze legt haar ruzie bij met Brenda en helpt haar met de voorbereidingen. Tijdens de audities voelt Brenda zich geïntimideerd door Laura, die een sterke auditie aflegt. In een onzekere bui verpest ze haar eigen auditie en rent ze weg in tranen. Op een late uur klopt ze bij Roys huis aan om te bewijzen dat ze wel degelijk geschikt is voor de rol.

## Rolverdeling
- Jason Priestley - Brandon Walsh
- Shannen Doherty - Brenda Walsh
- Jennie Garth - Kelly Taylor
- Ian Ziering - Steve Sanders
- Gabrielle Carteris - Andrea Zuckerman
- Luke Perry - Dylan McKay
- Brian Austin Green - David Silver
- Tori Spelling - Donna Martin
- Carol Potter - Cindy Walsh
- James Eckhouse - Jim Walsh
- Mark D. Espinoza - Jesse Vasquez
- Joe E. Tata - Nat Bussichio
- Kathleen Robertson - Clare Arnold
- Noley Thornton - Erica McKay
- Kerrie Keane - Suzanne Steele
- Nicholas Pryor - Directeur Milton Arnold
- Tracy Middendorf - Laura Kingman
- Jason Carter - Roy Randolph